# 掛機
掛機（英語：away from keyboard，不在键盘旁，缩写：AFK）是常用于电子游戏和电子邮件，尤其是大型多人在线角色扮演游戏中的互联网用语，表示某人處於上線，但其实不在电脑前的状态。

## 影响
部分大型多人線上角色扮演游戏內建掛機系統，允许不能經常上線的玩家也能透過掛機增強其角色的實力，使遊戲中玩家角色能力競爭更激烈。一個長時期沒有掛機的高等級角色，可能與一個低等級却經常掛機的角色的實力相等。但是，在这些游戏中使用遊戲內建以外的掛機系統是不被允許的。一經証實有玩家使用外掛掛機，遊戲商通常會以永久停權處分該名外掛使用者。
但另一方面，由於掛機系統的出現，令大量玩家角色長期處於上線狀態，使伺服器的工作量大增，遊戲体验下降。此外，由於大量玩家需要長時期開啟電腦以作掛機之用也会浪費不少電力。

## 衍生
隨著網路遊戲的發展，“掛機”一詞中，“掛”字被當作動詞使用，與其他名詞配搭，衍生出不同的詞語。例如：
- 掛寵、掛技，“寵”指“寵物”，“技”指“技能”，意思即指透過掛機提升遊戲中玩家的虛擬寵物的能力或玩家角色的技能的等級。
- 掛商店、掛賣，意思指透過掛機讓電腦自動管理遊戲中玩家的虛擬商店。